# 友稀サナ
友稀 サナ（ゆうき サナ、1988年8月10日 - ）は、日本の女優、タレント。本名、および旧芸名は齋藤友以乃（さいとう ゆいの）。東京都出身。スターネモデルエージェンシー所属。

## 来歴
- 小学校6年の頃からモデル活動を開始。
- 2003年、雑誌『ピチレモン』第1回読者モデルオーディションで準グランプリを獲得し、同雑誌のモデル「ピチモ」として約2年間活躍する。当時の愛称は「ゆのたん」。
- 2008年にブレンデンからプラチナムプロダクションに移籍し、現在の芸名「友稀サナ」に改名。同年3月、SUPER GTイメージガール「Airy」のメンバーに選ばれる。
- 2009年、格闘技団体「戦極」のラウンドガール“戦極GIRL”に選出。同年、SUPER GTマレーシアラウンドのイメージガール「SUPER GT QUEEN」として、現地滞在のプロモーション活動を1ヶ月半行う。
- 2011年9月、プラチナムプロダクションを退所。その後はSHIBUYA 109内にあるファッションショップ「PINZA」にモデルスタッフとして勤務し1年後、退職[1]。現在はスターネモデルエージェンシーに在籍し、モデル業と並行に某ベンチャー企業でOLとしても働いている。
- 2019年4月1日、数か月前に結婚したことを自身のブログで明らかにした[2]。

## 人物・エピソード
- 趣味：人間観察、ネットサーフィン、漫画を読む事
- 特技：安物を高く見せる事、カラオケを盛り上げる事
- BIGBANGのG-DRAGONの大ファン
- スムースコートチワワを二匹飼っており、姉が1人いる[3]。
- 以前の公式ブログである「Let it Yunnie! vlog」は動画ブログであり、YouTubeにも公開されているが、ブログの方は現在閲覧できない。
- 野本愛弓（ちゃーみーくいーん）とは高校時代からの親友で、今でも仲が良い[4]。またAiryで一緒だった村岡沙耶香とも仲が良く、PINZAでも一緒に勤務していた[5]。この他大谷みつほ[6]や池田夏希[7]とも仲が良いことをブログで明かしている。

## 出演

### 斉藤友以乃時代

#### CM
- 日本マクドナルド
- コカ・コーラC2
- 三ツ矢サイダー
- カロリーメイト24コラボ
- 任天堂コロコロカービィ
- ケロッグコーンフロスティ
- 第一生命
- ほっかほっか亭
- 東京ディズニーシー
- NTTdocomo 東海

#### テレビドラマ
- 仮面ライダー響鬼（テレビ朝日）
- ミニモニ。でブレーメンの音楽隊（2004年、NHK教育）
- 野ブタ。をプロデュース（2005年、日本テレビ系） - 橋本麗子 役
- ギャルサー（2006年、日本テレビ系） - サヤカ 役

#### 映画
- 劇場版 仮面ライダー剣 MISSING ACE（2004年） - 天音の友人 役[8]

#### ミュージックビデオ
- JYONGRI「Hop,Step,Jump!」

#### バラエティほか
- パオパオ アソビ★クリエイターズ（BS日テレ）
- グラビアの美少女（MONDO21）

### 友稀サナ時代
ファッションサイト
vivi net レギュラーモデル
show roomレギュラー番組
TOKYO NEXT GIRL(MC)

#### 参加作品（CD）
SUPER EUROBEAT presents 
SUPER GT|SUPER GT 2008 
〜FIRST ROUND〜avex trax
2008年4月30日  
曲名『やさしい未来（せかい）』 
- SUPER GT 2008

〜SECOND ROUND〜 avex trax 
2008年9月10日
```
曲名『REMEMBER YOUR HEART』
```

DRAW BOOKS&RECORDS
by MONOKROM 2015年
曲名 「週末モデル」

## DVD

### 斉藤友以乃時代
- Angel Kiss（トリコ / 2005年10月22日発売）
- Sparkling Angel（イーネット・フロンティア / 2006年5月25日発売）

### 友稀サナ時代
- はじめてのユウキ（マジカル / 2008年11月5日発売）
- TWIN-KLE（マジカル / 2008年11月5日発売） - 大矢真夕とのコラボ

## 雑誌
- ピチレモン（2003年 - 2005年、学研）専属モデル（斉藤友以乃時代）
- EDGE STYLE（2010年 - 2011年、双葉社）専属モデル
- ディズニーFAN
- I LOVE東京ディズニーリゾート
- 東京ディズニーリゾートグッズコレクション(講談社)